# Leichttraktor
Leichttraktor (з нім. — «легкий трактор») — німецький легкий танк 1930-х років. Також відомий під назвою Kleintraktor і VK31.

## Історія розробки
За умовами Версальського мирного договору, Німеччині заборонялося мати власний танковий парк, саме тому машину, з метою дезінформування, і планувалося випускати під виглядом трактора.
Робота над легким танком VK 31 (для збереження секретності його називали «Kleintraktor», з німецької - «малий трактор») почалася на два роки пізніше, ніж над важким «Grosstraktor». 28 березня 1928 року верховне командування вермахту оголосило конкурс на розробку гусеничної бойової машини масою до 12 тонн. Дослідні зразки планувалося отримати на початку 1930 року, а вартість одного танка не повинна була перевищувати 50 000 німецьких марок. Надалі планувалося створити ще 17 машин з такою ж вартістю.
У травні 1928 року замовлення роздали трьом великим фірмам, що вже мали досвід у будівництві бронетехніки: Daimler-Benz, Krupp і Rheinmetall-Borsig, проте на той час Управління озброєнь зажадало знизити масу танка до 7,5 тонн. Серед інших вимог: товщина бронювання бічних і лобових поверхонь 14 мм і екіпаж з чотирьох чоловік. Озброєння VK31 мало складатися з 37-мм напівавтоматичної гармати KwK 36 і одного 7,92-мм кулемета Dreyse. Крім того, танки планували обладнати радіостанціями з дальністю зв'язку радіотелефоном до 3 км і радіотелеграфом до 7 км. Також для дій в умовах газових атак планували оснастити танк протихімічним обладнанням. Вимоги до ходових якостей висувалися не менше жорсткі.
Поки йшла розробка легкого танку, німці взялися за пошуки нових союзників, з якими можна було налагодити співпрацю у військовій сфері. Найбільш активно у становленні німецьких танкових військ взяв участь Радянський Союз, за допомогою якого у грудні 1926 року в Казані засновано радянсько-німецьку танкову школу, відому під назвою «Кама». Протягом 1930–1931 років туди доставили всі чотири легких танки. Після обкатки танків німецькі представники залишилися незадоволеними можливостями машини.

## Опис конструкції
Фірма Daimler-Benz через внутрішні проблеми так і не змогла взяти участь у конкурсі, тому проектування танку робили Krupp і Rheinmetall-Borsig. Обидві фірми вели розробку спільно, тому не дивно, що їхні прототипи виявилися зовні дуже схожими. До цього моменту танк перейменували на «Leichttraktor». Прототипи VK 31 оснащувалися радіостанціями.

### Rheinmetall
Не маючи досвіду побудови танкових шасі, німецькі інженери з Rheinmetall вирішили використовувати ходову частину від гусеничного тягача-транспортера. Зважаючи на один борт, ходова частина танка складалася із 12 здвоєних опорних котків, зблокованих по два в шість візків, одного натяжного та двох підтримувальних роликів, переднього направляючого і заднього ведучого колеса. Для захисту елементів шасі збережено бортовий бронеекран, у якому зроблено три прямокутних врізи, призначених для скидання накопиченого всередині бруду. Корпус був клепано-зварений, зібраний із листів катаної броньової сталі товщиною від 4 до 10 мм. Компонування танка залишилося тракторним, що давало VK 31 деякі переваги.
У передній частині знаходився моторно-трансмісійний відділ, де встановлено карбюраторний двигун Daimler-Benz M36 потужністю 36 л.с. В середній частині розташовувався відділ управління, в якому місце механіка-водія перебувало ліворуч. Оскільки особливості компонування танка не давали можливості забезпечити оптимальний огляд, над головою водія встановили невелику башточку з щілинами для спостереження.
Озброєння складалося з однієї 37-мм гармати KwK L/45 і 7,92-мм кулемета Dreyse, встановлених у башті конічної форми. Для спостереження за навколишнім оточенням на даху монтували два оглядових прилади, а в кормовій частині башти, з невеликим зсувом праворуч, був евакуаційний люк.

### Krupp
Інженери фірми Krupp не довіряли тракторному шасі і тому вирішили розробити власну ходову частину. При аналогічному компонуванні з танком Rheinmetall, машини Krupp мали клепано-зварений корпус трохи більшої довжини і висоти, що дало можливість облаштувати на бортах два невеликих аварійно-посадкових люки. Прототип фірми Krupp отримав ходову частину, яка складається з шести здвоєних опорних котків малого діаметру на борт з вертикальною пружинною амортизацією, двох підтримувальних роликів, переднього направляючого і заднього ведучого колеса.
Озброєння танку складалося зі встановленої у двомісній циліндричній башті (оснащеній двома спостережними приладами і люком для аварійного виходу з машини) 37-мм гармати KwK L/45 і спареного з нею 7,92-мм кулемета.
Але за збірку башт і оснащення озброєнням відповідала фірма Rheinmetall.

### Недоліки конструкції
Установка двигуна в передній частині танка рятувала екіпаж від ураження при обстрілі спереду, але товщина броні була явно недостатньою і не могла вберегти машину від ураження снарядами і кулями великого калібру. Значне посилення бронювання не було можливим без зростання маси і, відповідно, погіршення і без того посередніх ходових якостей. Крім того, через вади системи охолодження часто перегрівався двигун, а зносостійкість гусеничних траків виявилася вкрай низькою.

## Екіпаж
Екіпаж VK 31 обох фірм складався з трьох чоловік: механіка-водія, командира-радиста і зарядного. Посадку в танк здійснювали через люк у кормовій частині.

## Машини на базі Leichttraktor
У 1935 році фірма Rheinmetall модифікувала один зі своїх VK 31, оснастивши його новою ходовою частиною з 4 опорними катками більшого діаметру і 3 підтримувальними роликами на борт. Розташування провідних і напрямних коліс не змінилося. Потім збудовано ще один прототип легкого танка, який можна віднести до класу самохідних установок. Замість башти на ньому встановлено нерухому броньовану рубку зі зброєю PaK L/45 калібру 37 мм (протитанковий варіант). Екіпаж танка скоротили до трьох осіб. Часто згадується, що дану модифікацію створено на основі дослідного зразка фірми Rheinmetall, але, зважаючи на ходову частину, вона напевно запозичена у прототипу фірми Krupp. Подробиці випробувань цієї машини до нас не дійшли.

## Доля проекту
Всі чотири Leichttraktor відіслано до Німеччини влітку 1933 року, коли танкову школу в Казані ліквідували. У 1934 році танки передали до Мунстера на зимівлю, а з 1935 року і до початку війни їх використовували як навчальні машини в танковій школі в Пултосе.
Поки розвивалися ці події, у 1931 році Міністерство озброєнь видало фірмі Rheinmetall замовлення на випуск 289 модернізованих танків, проте незабаром замовлення скасували. Вермахт надав перевагу машині PzKpfw I фірми Krupp, яку з метою дезінформування називали LaS (Landwirtschaftlicher Schlepper — «сільськогосподарський тягач»).

## Стендовий моделізм
Модель танку до 2019 року на ринку практично не представлено. Піонером стала українська компанія ICM, яка випустила в масштабі 1:35 у 2019 році модифікацію Rheinmetall 1930. У масштабі 1:72 модель виробляє фірма Den Bels Models.